# ساكا (هيروشيما)
ساكا هي مدينة تقع في قضاء أكي في محافظة هيروشيما، اليابان. تبلغ مساحة هذه المدينة 15.64 (كم²)، ويبلغ عدد سكانها 12,059 نسمة حسب إحصاء سنة 2003 م.